# Dammsjön (Vånga socken, Östergötland)
Dammsjön är en sjö i Norrköpings kommun i Östergötland och ingår i Motala ströms huvudavrinningsområde.